# Erämaan viimeinen
"Erämaan Viimeinen" é o décimo sétimo single da banda finlandesa de metal sinfônico Nightwish, que foi lançado como parte do álbum Dark Passion Play em 5 de dezembro de 2007 pela Spinefarm Records apenas na Finlândia. O single nunca foi lançado fora da Finlândia, assim como "Kuolema Tekee Taiteilijan" (2004). Na língua finlandesa, "erämaan viimeinen" significa "o último na floresta".
A canção é uma regravação de uma música da própria banda, "Last of the Wilds", com a participação da cantora finlandesa Jonsu nos vocais. Jonsu é vocalista da banda Indica, da qual Tuomas Holopainen é produtor. A faixa não é uma réplica exata de "Last of the Wilds", pois possui vocais e muitos outros sons de instrumentos, como o kantele, possuindo ainda um número maior de sons de teclado e bateria. A canção foi posteriormente incluida na versão platinada de Dark Passion Play.
O single chegou ao topo das paradas de singles finlandeses, após um mês inteiro dentro do Top 20 oficial nacional.

## Faixas
| N.º            | Título                                    | Compositor(es)    | Duração |  |
| 1.             | "Erämaan Viimeinen"                       | Tuomas Holopainen | 5:10    |  |
| 2.             | "Erämaan Viimeinen" (versão instrumental) | Holopainen        | 5:40    |  |
| Duração total: | Duração total:                            | Duração total:    | 10:50   |  |

## Desempenho nas paradas
| País      | Parada (2007)           | Melhor posição |
| --------- | ----------------------- | -------------- |
| Finlândia | Suomen virallinen lista | 1              |
| País      | Parada (2008)           | Melhor posição |
| Finlândia | Suomen virallinen lista | 4              |

## Créditos
A seguir estão listados os músicos e técnicos envolvidos na produção do single "Erämaan Viimeinen":

### A banda
- Tuomas Holopainen – teclado
- Emppu Vuorinen – guitarra
- Jukka Nevalainen – bateria, percussão
- Marco Hietala – baixo, vocais
- Anette Olzon – vocais

### Músicos convidados
- Jonsu – vocais